# Futbolen Klub CSKA 1948 Sofia
Il Futbolen Klub CSKA 1948 Sofia (in bulgaro Футболен Клуб ЦСКА 1948 София?, per esteso Футболен Клуб Централен Спортен Клуб на Армията 1948 София, Futbolen Klub Centralen Sporten Klub na Armiyata 1948 Sofia, in italiano: "Club Calcistico Club Centrale dell'Esercito 1948 Sofia"), noto semplicemente come CSKA 1948 Sofia, è una squadra di calcio bulgara con sede nella città di Sofia. Milita nella Părva liga, la massima serie del campionato bulgaro di calcio.
Fondato nel 2016 dopo una disputa tra i membri del CSKA Sofia, che era stato declassato in terza divisione nel 2014-2015 per problemi finanziari, gioca le partite casalinghe allo stadio nazionale Vasil Levski di Sofia (46 340 posti).

## Storia
La fondazione del club risale al 19 luglio 2016, quando in un incontro al Club centrale militare di Sofia tra membri dissidenti del CSKA Sofia, declassato in Treta liga nel 2015, e dirigenti dell'azienda italiana Errea fu presentato un nuovo logo per un neonato club, cui fu dato il nome di CSKA 1948 Sofia. Il club sorse in contrapposizione all'operazione compiuta dai dirigenti del CSKA Sofia propriamente detto, in polemica con la decisione di rilevare il titolo sportivo del Liteks Loveč.
Il 21 agosto 2016 il CSKA 1948 Sofia vinse un torneo amichevole a Kokalyane, dove sconfisse l'Akademik Sofia per 1-0 in finale.
Nel 2016-2017 la squadra fu iscritta al campionato provinciale di Sofia Sud, girone della quarta serie bulgara, dove esordì battendo per 8-0 il Liulin Sofia. Vinto il proprio raggruppamento, battendo per 4-3 il Nadejda Dobroslavci e per 7-6 ai tiri di rigore il Bracigovo si aggiudicò i play-off nazionali, venendo promosso in Treta liga. Nello stesso anno raggiunse la finale di Coppa di Bulgaria dilettanti, persa il 25 maggio 2017 contro il Černomorec Balčik, club di terza divisione.
Grazie al secondo posto in terza divisione, nel 2017-2018 ottenne la promozione in Vtora liga, la seconda serie bulgara. Spostatasi allo stadio nazionale Vasil Levski, la squadra, all'esordio in seconda serie, ottenne il quarto posto, a tre punti da un piazzamento utile per la disputa degli spareggi per la promozione. Nella stagione 2019-2020 ha vinto il campionato di seconda serie, guadagnando in tal modo la promozione in Părva liga, la massima serie del campionato bulgaro di calcio.

## Statistiche e record

### Statistiche nelle competizioni UEFA
Tabella aggiornata alla fine della stagione 2024-2025.
| Competizione           | Partecipazioni | G | V | N | P | RF | RS |
| ---------------------- | -------------- | - | - | - | - | -- | -- |
| UEFA Conference League | 2              | 6 | 2 | 1 | 3 | 6  | 10 |

## Palmarès

### Competizioni nazionali
- Vtora profesionalna futbolna liga: 1

2019-2020

### Competizioni regionali
- Oblastni grupi - girone Sofia Sud: 1

2016-2017

### Altri piazzamenti
- Campionato bulgaro:

Terzo posto: 2022-2023
- Supercoppa di Bulgaria:

Finalista: 2023
- Coppa di Bulgaria dilettanti:

Finalista: 2016-2017

## Organico

### Rosa 2023-2024
Aggiornata al 6 febbraio 2024.
| N. |                     | Ruolo | Calciatore            |
| -- | ------------------- | ----- | --------------------- |
| 1  | Bulgaria (bandiera) | P     | Dimităr Todorov       |
| 3  | Bulgaria (bandiera) | D     | Dimităr Pirgov        |
| 5  | Bulgaria (bandiera) | D     | Mihail Minkov         |
| 7  | Bulgaria (bandiera) | C     | Mario Topuzov         |
| 8  | Bulgaria (bandiera) | C     | Ivajlo Klimentov      |
| 9  | Islanda (bandiera)  | A     | Viðar Örn Kjartansson |
| 10 | Bulgaria (bandiera) | C     | Vasil Šopov           |
| 11 | Bulgaria (bandiera) | C     | Denislav Aleksandrov  |
| 12 | Bulgaria (bandiera) | P     | Nikola Videnov        |
| 13 | Bulgaria (bandiera) | C     | Georgi Marijanov      |
| 14 | Bulgaria (bandiera) | D     | Dimităr Savov         |
| 17 | Bulgaria (bandiera) | C     | Daniel Mladenov       |
| 18 | Bulgaria (bandiera) | C     | Ilija Petkov          |
| 19 | Bulgaria (bandiera) | C     | Mihail Oračev         |
| 20 | Bulgaria (bandiera) | C     | Angel Bastunov        |

| N. |                      | Ruolo | Calciatore                    |
| -- | -------------------- | ----- | ----------------------------- |
| 21 | Bulgaria (bandiera)  | D     | Vencislav Vasilev             |
| 23 | Bulgaria (bandiera)  | C     | Viktor Zorov                  |
| 25 | Bulgaria (bandiera)  | D     | Aleksandăr Emilov Aleksandrov |
| 29 | Bulgaria (bandiera)  | P     | Daniel Naumov                 |
| 30 | Bulgaria (bandiera)  | D     | Dimo Atanasov                 |
| 31 | Martinica (bandiera) | D     | Tom Rapnouil                  |
| 33 | Bulgaria (bandiera)  | C     | Galin Ivanov                  |
| 35 | Ucraina (bandiera)   | A     | Jevhen Serdjuk                |
| 58 | Bulgaria (bandiera)  | C     | Marto Bojčev                  |
| 70 | Bulgaria (bandiera)  | C     | Serkan Jusein                 |
| 71 | Bulgaria (bandiera)  | D     | Aleksandăr Georgiev           |
| 90 | Bulgaria (bandiera)  | C     | Filip Angelov                 |
| 91 | Bulgaria (bandiera)  | A     | Cvetomir Todorov              |
| 99 | Bulgaria (bandiera)  | A     | Andon Gušterov (capitano)     |